# Реймонд Етерінґтон-Сміт
Реймонд Етерінґтон-Сміт (англ. Raymond Etherington-Smith, 11 квітня 1877 — 19 квітня 1913) — британський академічний веслувальник.
Олімпійський чемпіон 1908 року в складі вісімки.